# バイラム・ベガイ
バイラム・ルシット・ベガイ（Bajram Rushit Begaj、
1967年3月20日 -）はアルバニアの軍人、医師。2020年よりアルバニア軍の参謀総長を務め、2022年に大統領に就任した。

## 経歴
1967年3月20日、ロゴジナに誕生。ティラナ大学医学部（現ティラナ医科大学）を1989年に卒業し、
消化器学を専門とする軍医となる。
2020年7月3日、イリル・メタ大統領により少将の階級を与えられ、バルジュル・コルチャク准将に代わる新たな参謀総長に指名された。7月30日の就任式典ではオルタ・ジャチカ国防大臣より国旗を手渡され、アルバニアで最も有能な軍人にして医師であると評された。
2022年、エディ・ラマ首相率いるアルバニア社会党はベガイを次期大統領候補に擁立した。6月4日、定数140人のアルバニア議会において実施された大統領選挙の第4回投票にて、ベガイは大統領に選出された。この選挙では候補者はベガイただ一人であり、賛成が78、反対が4という結果だった。最大野党のアルバニア民主党は投票には参加しなかった。7月24日、ティラナの大統領官邸にて就任式が執り行われた
。8月5日、ベガイに代わる新たな参謀総長にアルベン・キンジ准将が就任した。8月15-16日、大統領としてコソボのプリシュティナを訪問し、ヴィヨサ・オスマニ大統領、アルビン・クルティ首相、グラウク・コニュフツァ国会議長と会見した。

## 家族

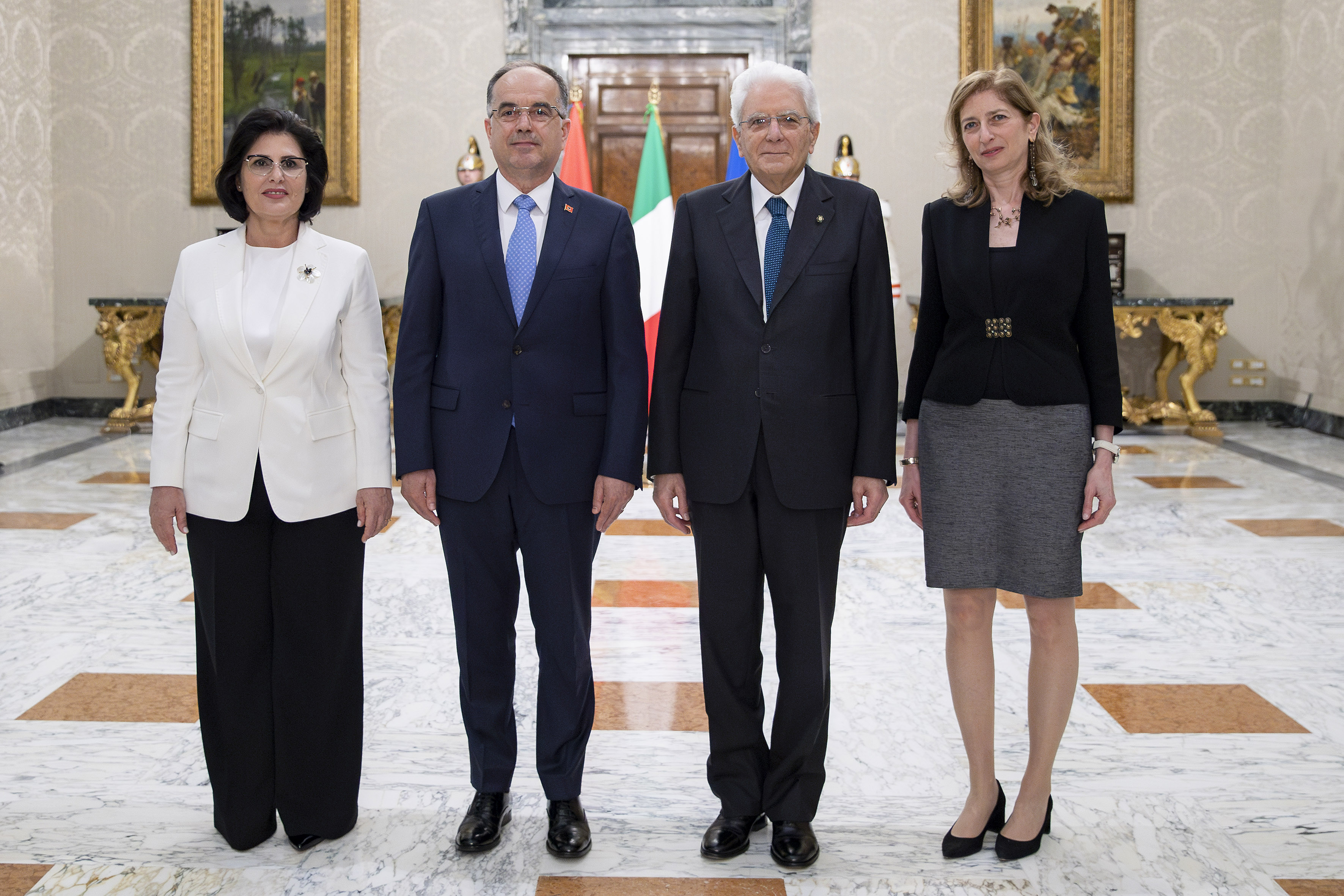
2023年5月26日、イタリアのセルジョ・マッタレッラ大統領と息女ラウラ・マッタレッラを訪問したベガイ夫妻。

妻のアルマンダ・ベガイは1968年生まれで、アルバニア会計検査院 (KLSH) においてIT関連の業務に携わっていた。夫の大統領就任により、アルバニアのファーストレディとなった。ベガイ夫妻には二人の息子がおり、両者とも医学を学んでいる。